# Amos Mariani
Amos Mariani (Montecatini Terme, 30 marzo 1931 – Montecatini Terme, 20 febbraio 2007) è stato un allenatore di calcio e calciatore italiano, di ruolo attaccante.
Morì nel 2007, a 75 anni.

## Caratteristiche tecniche
Giocava come ala destra; era dotato di buona velocità e abilità nei cross.

## Carriera

### Club

Mariani (in piedi, primo da destra) nella formazione del Milan vincitore della Coppa Latina 1956

Mariani crebbe nel Montecatini per esordire in seguito, appena diciassettenne, in Serie B con la maglia dell'Empoli, nel 1948; l'anno successivo fu acquistato dalla Juventus, che lo fece esordire in Serie A il 16 ottobre 1949, a Bergamo contro l'Atalanta; fu proprio ai nerazzurri che il club torinese cedette Mariani al termine del vittorioso campionato 1949-50.
Passò poi all'Udinese e nell'estate del 1952 fu convocato in Nazionale dal commissario tecnico Meazza in occasione della spedizione Olimpica di Helsinki; fece il suo esordio nella gara vinta per 8-0 dagli azzurri contro gli Stati Uniti, il 16 luglio, segnando un gol. Visse poi l'apice della sua carriera nelle file di Fiorentina e Milan; con i rossoneri vinse la Coppa Latina nel 1956, segnando la rete di apertura nella semifinale vinta 4-2 contro il Benfica, e lo scudetto nella stagione 1956-57.
Successivamente vestì le maglie di Padova, Lazio e Napoli, con cui vinse una Coppa Italia nel 1961-62 e di cui divenne capitano nella stagione 1962-1963.

### Nazionale
Il 6 maggio 1959, a Wembley, segnò il secondo e ultimo gol in Nazionale all'Inghilterra.

## Statistiche

### Cronologia presenze e reti in nazionale
| Cronologia completa delle presenze e delle reti in nazionale ― Italia | Cronologia completa delle presenze e delle reti in nazionale ― Italia | Cronologia completa delle presenze e delle reti in nazionale ― Italia | Cronologia completa delle presenze e delle reti in nazionale ― Italia | Cronologia completa delle presenze e delle reti in nazionale ― Italia | Cronologia completa delle presenze e delle reti in nazionale ― Italia | Cronologia completa delle presenze e delle reti in nazionale ― Italia | Cronologia completa delle presenze e delle reti in nazionale ― Italia |
| Data                                                                  | Città                                                                 | In casa                                                               | Risultato                                                             | Ospiti                                                                | Competizione                                                          | Reti                                                                  | Note                                                                  |
| --------------------------------------------------------------------- | --------------------------------------------------------------------- | --------------------------------------------------------------------- | --------------------------------------------------------------------- | --------------------------------------------------------------------- | --------------------------------------------------------------------- | --------------------------------------------------------------------- | --------------------------------------------------------------------- |
| 16-7-1952                                                             | Tampere                                                               | Stati Uniti                                                           | 0 – 8                                                                 | Italia                                                                | Olimpiadi 1952 - Qualificazione                                       | 1                                                                     |                                                                       |
| 21-7-1952                                                             | Helsinki                                                              | Ungheria                                                              | 3 – 0                                                                 | Italia                                                                | Olimpiadi 1952 - Ottavi di finale                                     | -                                                                     |                                                                       |
| 6-5-1959                                                              | Londra                                                                | Inghilterra                                                           | 2 – 2                                                                 | Italia                                                                | Amichevole                                                            | 1                                                                     |                                                                       |
| 1-11-1959                                                             | Praga                                                                 | Cecoslovacchia                                                        | 2 – 1                                                                 | Italia                                                                | Coppa Internazionale                                                  | -                                                                     |                                                                       |
| Totale                                                                |                                                                       | Presenze                                                              | 4                                                                     |                                                                       | Reti                                                                  | 2                                                                     |                                                                       |

## Palmarès

### Club

#### Competizioni nazionali
- Campionato italiano: 2

Juventus: 1949-1950
Milan: 1956-1957
- Coppa Italia: 1

Napoli: 1961-1962

#### Competizioni internazionali
- Coppa Latina: 1

Milan: 1956